# ماهیرو انو
ماهیرو انو (ژاپنی: 阿野 真拓؛ زادهٔ ۳۰ اوت ۲۰۰۳) یک بازیکن فوتبال اهل ژاپن است.
از باشگاه‌هایی که در آن بازی کرده‌است می‌توان به باشگاه فوتبال توکیو وردی اشاره کرد.